# Стерликов (хутор)
Стерликов — хутор в Перелюбском районе Саратовской области в составе  Первомайского муниципального образования.

## География
Находится на расстоянии примерно 38 километров по прямой на юго-запад от районного центра села Перелюб.

## История
Основан  в 1898 году .

## Население
Постоянное население составляло 175 человек в 2002 году (русские 36%, казахи 32%) ,  117 в 2010 году.